# Copa de baloncesto de Luxemburgo
La Copa de Baloncesto de Luxemburgo (francés: Coupe de Luxembourg) es un torneo de eliminación de baloncesto que se celebra anualmente en Luxemburgo desde el año 1934. El último campeón ha sido el BBC Etzella, que ha conseguido en 2019 su vigesimocuarta copa.

## Palmarés
|  | - 1935 Red Boys Differdange - 1936-1953 no se disputó - 1954 BBC Bettembourg - 1955 Etzella Ettelbruck - 1956 Etzella Ettelbruck - 1957 Etzella Ettelbruck - 1958 BBC Bettembourg - 1959 Rou'de Le'w Kayl - 1960 Sparta Bertrange - 1961 Etzella Ettelbruck - 1962 Etzella Ettelbruck - 1963 Etzella Ettelbruck - 1964 Etzella Ettelbruck - 1965 Etzella Ettelbruck - 1966 Etzella Ettelbruck - 1967 no se disputó - 1968 Nitia Bettembourg - 1969 Etzella Ettelbruck - 1970 Arantia Larochette | - 1971 Amicale Steinsel - 1972 Etzella Ettelbruck - 1973 Sparta Bertrange - 1974 T71 Dudelange - 1975 T71 Dudelange - 1976 Etzella Ettelbruck - 1977 T71 Dudelange - 1978 Amicale Steinsel - 1979 Amicale Steinsel - 1980 Amicale Steinsel - 1981 AS Soleuvre - 1982 Etzella Ettelbruck - 1983 T71 Dudelange - 1984 T71 Dudelange - 1985 Sparta Bertrange - 1986 AS Soleuvre - 1987 AB Contern - 1988 T71 Dudelange - 1989 T71 Dudelange | - 1990 AB Contern - 1991 Etzella Ettelbruck - 1992 Etzella Ettelbruck - 1993 Résidence Walferdange - 1994 US Heffingen - 1995 US Heffingen - 1996 AB Contern - 1997 Sparta Bertrange - 1998 US Heffingen - 1999 Etzella Ettelbruck - 2000 US Heffingen - 2001 Racing Luxembourg - 2002 Etzella Ettelbruck - 2003 Etzella Ettelbruck - 2004 Musel Pikes - 2005 Etzella Ettelbruck - 2006 Etzella Ettelbruck - 2007 Etzella Ettelbruck - 2008 Etzella Ettelbruck | - 2009 T71 Dudelange - 2010 Sparta Bertrange - 2011 Etzella Ettelbruck - 2012 T71 Dudelange - 2013 T71 Dudelange - 2014 T71 Dudelange - 2015 Amicale Steinsel - 2016 T71 Dudelange - 2017 Amicale Steinsel - 2018 Amicale Steinsel - 2019 BBC Etzella - 2020 No se celebró - 2021 No se celebró - 2022 Basket Esch - 2023 BBC Etzella - 2024 Rés. Walferdange |

## Finales
| Año  | Campeón                                                  | Subcampeón                                               | Resultado                                                |
| ---- | -------------------------------------------------------- | -------------------------------------------------------- | -------------------------------------------------------- |
| 1954 | BBC Bettembourg                                          | Black Boys Kayl                                          | 54-29                                                    |
| 1955 | Etzella Ettelbruck                                       | BBC Bettembourg                                          | 32-27                                                    |
| 1956 | Etzella Ettelbruck                                       | Black Boys Kayl                                          | 81-49                                                    |
| 1957 | Etzella Ettelbruck                                       | Sporting Nitia Bettembourg                               | 49-42                                                    |
| 1958 | BBC Bettembourg                                          | Sparta Bertrange                                         | 44-36                                                    |
| 1959 | Rou'de Le'w Kayl                                         | Etzella Ettelbruck                                       | 60-43                                                    |
| 1960 | Sparta Bertrange                                         | Black Boys Kayl                                          | 31-28                                                    |
| 1961 | Etzella Ettelbruck                                       | Rou'de Le'w Kayl                                         | 49-45                                                    |
| 1962 | Etzella Ettelbruck                                       | Sporting Nitia Bettembourg                               | 60-48                                                    |
| 1963 | Etzella Ettelbruck                                       | Diekirch                                                 | 82-44                                                    |
| 1964 | Etzella Ettelbruck                                       | Diekirch                                                 | 65-63                                                    |
| 1965 | Etzella Ettelbruck                                       | Diekirch                                                 | 45-31                                                    |
| 1966 | Etzella Ettelbruck                                       | Sporting Nitia Bettembourg                               | 70-51                                                    |
| 1968 | Nitia Bettembourg                                        | Sparta Bertrange                                         | 51-49                                                    |
| 1969 | Etzella Ettelbruck                                       | Amicale Steinsel                                         | 84-52                                                    |
| 1970 | Arantia Larochette                                       | Racing Luxembourg                                        | 99–77                                                    |
| 1971 | Amicale Steinsel                                         | Arantia Larochette                                       | 79-76                                                    |
| 1972 | Etzella Ettelbruck                                       | Sparta Bertrange                                         | 106-95                                                   |
| 1973 | Sparta Bertrange                                         | Racing Luxembourg                                        | 71-70                                                    |
| 1974 | T71 Dudelange                                            | Black Star Mersch                                        | 97-57                                                    |
| 1975 | T71 Dudelange                                            | Etzella Ettelbruck                                       | 99-75                                                    |
| 1976 | Etzella Ettelbruck                                       | T71 Dudelange                                            | 69-67                                                    |
| 1977 | T71 Dudelange                                            | Sparta Bertrange                                         | 76-66                                                    |
| 1978 | Amicale Steinsel                                         | Etzella Ettelbruck                                       | 119-79                                                   |
| 1979 | Amicale Steinsel                                         | Etzella Ettelbruck                                       | 77-70                                                    |
| 1980 | Amicale Steinsel                                         | Etzella Ettelbruck                                       | 94-83                                                    |
| 1981 | AS Soleuvre                                              | Etzella Ettelbruck                                       | 77–72                                                    |
| 1982 | Etzella Ettelbruck                                       | Sparta Bertrange                                         | 107-84                                                   |
| 1983 | T71 Dudelange                                            | Etzella Ettelbruck                                       | 78-64                                                    |
| 1984 | T71 Dudelange                                            | Etzella Ettelbruck                                       | 65-57                                                    |
| 1985 | Sparta Bertrange                                         | AB Contern                                               | 79-76                                                    |
| 1986 | AS Soleuvre                                              | Ecluse Stadtbredimus                                     | 113-109                                                  |
| 1987 | AB Contern                                               | US Hiefenech                                             | 65-57                                                    |
| 1988 | T71 Dudelange                                            | US Hiefenech                                             | 81-63                                                    |
| 1989 | T71 Dudelange                                            | US Hiefenech                                             | 110-102                                                  |
| 1990 | AB Contern                                               | US Hiefenech                                             | 93-90                                                    |
| 1991 | Etzella Ettelbruck                                       | Sparta Bertrange                                         | 88-78                                                    |
| 1992 | Etzella Ettelbruck                                       | T71 Dudelange                                            | 103-68                                                   |
| 1993 | Résidence Walferdange                                    | T71 Dudelange                                            | 85-70                                                    |
| 1994 | US Hiefenech                                             | Black Star Mersch                                        | 85-75                                                    |
| 1995 | US Hiefenech                                             | AS Soleuvre                                              | 85-82                                                    |
| 1996 | AB Contern                                               | US Hiefenech                                             | 78-76                                                    |
| 1997 | Sparta Bertrange                                         | US Hiefenech                                             | 87-77                                                    |
| 1998 | US Hiefenech                                             | Résidence Walferdange                                    | 89-67                                                    |
| 1999 | Etzella Ettelbruck                                       | Racing Luxembourg                                        | 71-69                                                    |
| 2000 | US Hiefenech                                             | Amicale Steinsel                                         | 90-78                                                    |
| 2001 | Racing Luxembourg                                        | Etzella Ettelbruck                                       | 84-79                                                    |
| 2002 | Etzella Ettelbruck                                       | Sparta Bertrange                                         | 73-56                                                    |
| 2003 | Etzella Ettelbruck                                       | Musel Pikes                                              | 101-82                                                   |
| 2004 | Musel Pikes                                              | AS Soleuvre                                              | 95-78                                                    |
| 2005 | Etzella Ettelbruck                                       | Musel Pikes                                              | 97-71                                                    |
| 2006 | Etzella Ettelbruck                                       | Musel Pikes                                              | 76-65                                                    |
| 2007 | Etzella Ettelbruck                                       | AB Contern                                               | 55-53                                                    |
| 2008 | Etzella Ettelbruck                                       | Musel Pikes                                              | 89-58                                                    |
| 2009 | T71 Dudelange                                            | AB Contern                                               | 78-60                                                    |
| 2010 | Sparta Bertrange                                         | T71 Dudelange                                            | 89-66                                                    |
| 2011 | Etzella Ettelbruck                                       | Amicale Steinsel                                         | 67-65                                                    |
| 2012 | T71 Dudelange                                            | Sparta Bertrange                                         | 82-62                                                    |
| 2013 | T71 Dudelange                                            | Amicale Steinsel                                         | 92-77                                                    |
| 2014 | T71 Dudelange                                            | Basket Esch                                              | 95-90                                                    |
| 2015 | Amicale Steinsel                                         | AB Contern                                               | 80-68                                                    |
| 2016 | T71 Dudelange                                            | Résidence Walferdange                                    | 79-68                                                    |
| 2017 | Amicale Steinsel                                         | Musel Pikes                                              | 74–68                                                    |
| 2018 | Amicale Steinsel                                         | Etzella Ettelbruck                                       | 75–54                                                    |
| 2019 | Etzella Ettelbruck                                       |                                                          | -                                                        |
| 2020 | No se disputó la competición por la Pandemia de COVID-19 | No se disputó la competición por la Pandemia de COVID-19 | No se disputó la competición por la Pandemia de COVID-19 |
| 2021 | No se disputó la competición por la Pandemia de COVID-19 | No se disputó la competición por la Pandemia de COVID-19 | No se disputó la competición por la Pandemia de COVID-19 |
| 2022 | Basket Esch                                              | Arantia Larochette                                       | 84-65                                                    |
| 2023 | BBC Etzella                                              |                                                          |                                                          |
| 2024 | Résidence Walferdange                                    | Sparta Bertrange                                         | 89-58                                                    |

## Copas por club
| Club                  | Títulos | Finalista | Años Campeón | Años Finalista                                             |
| --------------------- | ------- | --------- | --- | ---------------------------------------------------------- |
| Etzella Ettelbruck    | 25      | 10        | 1955, 1956, 1957, 1961, 1962, 1963, 1964, 1965, 1966, 1969, 1972, 1976, 1982, 1991, 1992, 1999, 2002, 2003, 2005, 2006, 2007, 2008, 2011, 2019, 2023 | 1959, 1975, 1978, 1979, 1980, 1981, 1983, 1984, 2001, 2018 |
| T71 Dudelange         | 12      | 4         | 1974, 1975, 1977, 1983, 1984, 1988, 1989, 2009, 2012, 2013, 2014, 2016                                                                               | 1976, 1992, 1993, 2010                                     |
| Amicale Steinsel      | 7       | 4         | 1971, 1978, 1979, 1980, 2015, 2017, 2018 | 1969, 2000, 2011, 2013                                     |
| Sparta Bertrange      | 5       | 8         | 1960, 1973, 1985, 1997, 2010 | 1958, 1968, 1972, 1977, 1982, 1991, 2002, 2012             |
| US Hiefenech          | 4       | 6         | 1994, 1995, 1998, 2000 | 1987, 1988, 1989, 1990, 1996, 1997                         |
| AB Contern            | 3       | 4         | 1987, 1990, 1996 | 1985, 2007, 2009, 2015                                     |
| Nitia Bettembourg     | 3       | 4         | 1954, 1958, 1968 | 1955, 1957, 1962, 1966                                     |
| AS Soleuvre           | 2       | 2         | 1981, 1986 | 1995, 2004                                                 |
| Résidence Walferdange | 2       | 2         | 1993, 2024 | 1998, 2016                                                 |
| Musel Pikes           | 1       | 5         | 2004 | 2003, 2005, 2006, 2008, 2017                               |
| Racing Luxembourg     | 1       | 3         | 2001 | 1970, 1973, 1999                                           |
| Basket Esch           | 1       | 1         | 2022 | 2014                                                       |
| Arantia Larochette    | 1       | 1         | 1970 | 1971                                                       |
| Rou'de Le'w Kayl      | 1       | 1         | 1959 | 1961                                                       |
| Red Boys Differdange  | 1       | -         | 1935 | -                                                          |
| Diekirch              | -       | 3         | - | 1963, 1964, 1965                                           |
| Black Boys Kayl       | -       | 3         | - | 1954, 1956, 1960                                           |
| Black Star Mersch     | -       | 2         | - | 1974, 1994                                                 |
| Ecluse Stadtbredimus  | -       | 1         | - | 1986                                                       |